# Antonio Ruíz de Morales y Molina
Antonio Ruíz de Morales y Molina, OS (Córdoba, España, siglo XVI - Puebla de los Ángeles, Nueva España, 17 de julio de 1576) fue un prelado católico romano, de la Orden de Santiago. Fue obispo de Tlaxcala (1572–1576) y obispo de Michoacán (1566–1572). También fue maestro de capilla de la Catedral de Córdoba. Destacó especialmente por su labor como escritor y teólogo.

## Biografía
Ruiz de Morales nació en Córdoba, en una familia distinguida:
- El padre de Antonio, Luis de Molina, ocupó el cargo de alcaide en el castillo de Archidona, una fortaleza bajo el dominio de la familia Girón, quienes eran señores (más tarde duques) de Osuna y Peñafiel y condes de Ureña.
- Su madre, Cecilia de Morales, era hermana del erudito Ambrosio de Morales, un reconocido humanista e historiador. En septiembre de 1572 aún vivía, ya que aparece como firmante de un documento, ya como viuda, en Osuna.
- Su abuelo paterno fue Luis de Molina, tesorero del II conde de Ureña, Juan Téllez-Girón,
- Sus abuelos maternos fueron el doctor Antonio de Morales, catedrático de Filosofía moral y Metafísica de la Universidad de Alcalá,[2] y Mencía de Oliva, hermana del humanista Fernán Pérez de Oliva.
- Su hermano, Luis de Molina y Morales, fue un notable jurisconsulto, autor de la obra De Hispaniorum Primogeniis. y Consejero de Castilla.

Antonio se ordenó sacerdote y profesó como caballero presbítero de la Orden de Santiago en el Convento de Sevilla.
Tras ordenarse como sacerdote en la Orden de Santiago fue nombrado maestre de capilla de la Catedral de Córdoba y simultáneamente desempeñó otros cargos de confianza, como el de visitador de la Universidad de Osuna y juez conservador de los dominicos. 
Se ganó una reputación como gran predicador, lo que, junto con los méritos propios y de su familia, le valió ser nombrado obispo de Michoacán en 1566 durante el papado Pío V.En esta posición, se destacó por sus innovaciones en el canto de los oficios litúrgico-musicales de la Semana Santa.
El 10 de diciembre de 1572, durante el papado de Gregorio XIII, fue promovido a la sede de Puebla de los Ángeles como obispo de Tlaxcala. Desempeñó este rol desde el 8 de octubre de 1573  hasta su muerte el 17 de julio de 1576. Siendo obispo, fue el consagrador principal de Pedro de Moya y Contreras, Arzobispo de México (1573); y co-consagrante principal de Juan de Medina Rincón y de la Vega, obispo de Michoacán (1574).
Está sepultado en la Capilla de los Obispos de la Catedral metropolitana de Puebla.

## Contribuciones Literarias y Teológicas
Antonio Ruiz de Morales y Molina también fue un prolífico escritor. 
- Durante su estancia en América, publicó comentarios eruditos a los cuatro libros sobre la retórica del humanista Benito Arias Montano, que se imprimieron en 1569 y tuvieron una segunda edición en 1572. Estas obras fueron reimpresas más de dos siglos después en Valencia y Venecia.

- La Regla y Establecimiento de la Orden de la Cauallería de Santiago del Espada, con la Hystoria del Origen y Principio Della: Esta obra sobre la Orden de Santiago combina comentarios a sus reglas y una historia de la orden. En 1998, fue reeditada por la Universidad de León.

- Rethoricorum libri IIII (1569): Obra que refleja su profundo conocimiento en teología y retórica.

En 1998, la Universidad Nacional Autónoma de México publicó un poema latino suyo recién descubierto entonces.